# Захонье-2
Захо́нье-2 — деревня в Большелуцком сельском поселении Кингисеппского района Ленинградской области.

## История
Впервые упоминается в Переписной оброчной книге Шелонской пятины 1498 года как деревня Заханье — 2 обжи в Ивангородском Окологородье.
Затем как пустошь Sahonie ödhe — 2 обжи в шведских писцовых книгах 1618—1623 годов.
На карте Ингерманландии А. И. Бергенгейма, составленной по шведским материалам 1676 года, она обозначена как деревня Sahonia by при мызе Sahonia Hoff.
На шведской «Генеральной карте провинции Ингерманландии» 1704 года — как мыза Sakoniahof.
На карте Санкт-Петербургской губернии Ф. Ф. Шуберта 1834 года — как деревня Захонья.

ЗАХОНЬЕ — деревня принадлежит барону Штакельберху, число жителей по ревизии: 21 м. п., 24 ж. п. (1838 год)

Согласно карте профессора С. С. Куторги 1852 года, деревня называлась Захоньи.

ЗАХОНЬЕ — деревня штабс-ротмистра Штакельберга, по почтовой дороге, число дворов — 4, число душ — 20 м. п. (1856 год)

ЗАХОНЬЕ — деревня, число жителей по X-ой ревизии 1857 года вместе с деревней Заречье: 41 м. п., 41 ж. п., всего 82 чел.

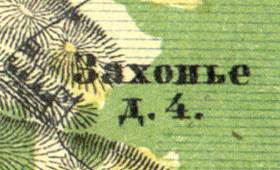
Деревня Захонье-2 на карте 1860 года

Согласно «Топографической карте частей Санкт-Петербургской и Выборгской губерний» в 1860 году деревня Захонье насчитывала 4 крестьянских двора.

ЗАХОНЬЕ — деревня владельческая при колодцах, число дворов — 7, число жителей: 30 м. п., 35 ж. п. (1862 год)

ЗАХОНЬЕ — деревня, по земской переписи 1882 года: семей — 8, в них 28 м. п., 31 ж. п., всего 59 чел.

ЗАХОНЬЕ — деревня, число хозяйств по земской переписи 1899 года — 10, число жителей: 42 м. п., 35 ж. п., всего 77 чел.;
 разряд крестьян: бывшие владельческие; народность: русская

В конце XIX — начале XX века деревня административно относилась к Горкской волости 2-го стана Ямбургского уезда Санкт-Петербургской губернии.
По данным «Памятной книжки Санкт-Петербургской губернии» за 1905 год деревня называлась Захонье-Штакельберга. Барон Карл Иванович Штакельберг, владел также соседней мызой Ново-Ивановской (Лилиенбах) и полумызой Карлово.
С 1920 по 1940 год, по условиям Тартуского мирного договора, деревня Захонье (эст. Zahonje) входила в состав волости Нарва Эстонской Республики.

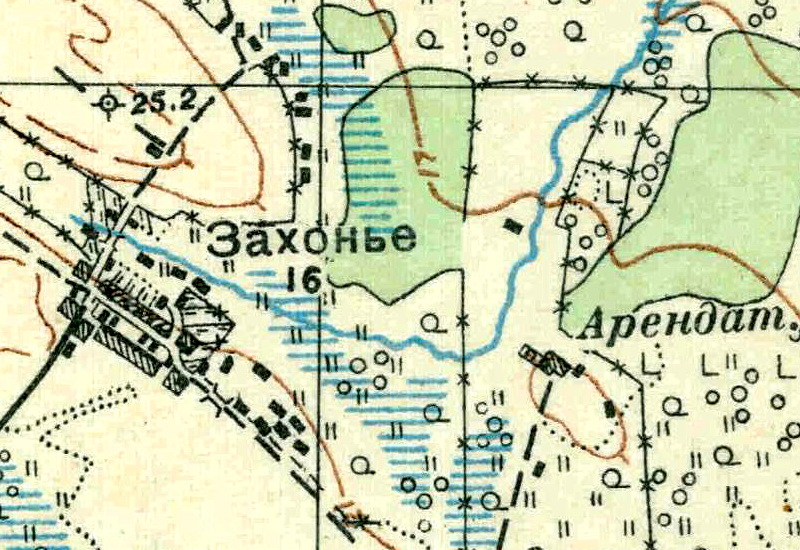
План деревни Захонье-2. 1930 год

Согласно топографической карте РККА 1930 года деревня насчитывала 16 дворов.
По данным 1966, 1973 и 1990 годов деревня Захонье-2 входила в состав Кошкинского сельсовета.
В 1997 году в деревне Захонье-2 Большелуцкой волости проживали 222 человека, в 2002 году — 217 человек (русские — 89 %), в 2007 году — 206.

## География
Деревня расположена в юго-западной части района близ автодороги А180 (E 20) (Санкт-Петербург — Ивангород — граница с Эстонией) «Нарва».
Расстояние до административного центра поселения — 23 км.
Расстояние до ближайшей железнодорожной станции Ивангород-Нарвский — 6 км.

## Демография
| 1862 | 2007 | 2010 | 2017 |
| ---- | ---- | ---- | ---- |
| 65   | ↗206 | ↗279 | ↘201 |

### Национальный состав
Согласно данным Всероссийской переписи населения 2021 года в деревне проживали 152 человека, из них:
 русские — 143, армяне — 4, молдаване — 3, азербайджанцы — 1, ненцы — 1 человек.

## Известные уроженцы
- Бойко, Мария Николаевна (род. 1997) — российская певица, более известна как Mia Boyka

## Улицы
Клубная.